# دونالد کریسپ
دونالد کریسپ (انگلیسی: Donald Crisp؛ ‏ ۲۷ ژوئیهٔ ۱۸۸۲ – ۲۵ مه ۱۹۷۴) هنرپیشه و کارگردان اهل بریتانیا بود.

## جوایز
- جایزه اسکار بهترین بازیگر نقش مکمل مرد

## بخشی از فیلم‌شناسی
به عنوان بازیگر
- بیداری او (۱۹۱۱)
- نبرد (۱۹۱۱)
- سیاه و سفید (۱۹۱۳)
- جنگ زن و مرد (۱۹۱۴)
- هیچ‌جا خانه خود آدم نمی‌شود (۱۹۱۴)
- خواهران (۱۹۱۴)
- تولد یک ملت (۱۹۱۵)
- تعصب (۱۹۱۶)
- شکوفه‌های پژمرده یا مرد زردپوست و دختر (۱۹۱۹)
- بانی بایر بوش (۱۹۲۱)
- دزد دریایی سیاه (۱۹۲۶)
- ایستادگی و رهایی (فیلم ۱۹۲۸) (۱۹۲۸)
- وایکینگ (۱۹۲۸)
- بازگشت شرلوک هلمز (۱۹۲۹)
- غبار سرخ (۱۹۳۲)
- شورش در بونتی (۱۹۳۵)
- فرشته سپید (۱۹۳۶)
- ماری ملکه اسکاتلند (۱۹۳۶)
- زندگی امیل زولا (۱۹۳۷)
- جزبل (فیلم) (۱۹۳۸)
- خواهران (۱۹۳۸)
- پرواز شناسایی (۱۹۳۸)
- بلندی‌های بادگیر (۱۹۳۹)
- خوارز (۱۹۳۹)
- پیردختر (۱۹۳۹)
- زندگی خصوصی الیزابت و اسکس (۱۹۳۹)
- شاهین دریا (۱۹۴۰)
- نوت راکنی آمریکایی (۱۹۴۰)
- دکتر جکیل و آقای هاید (۱۹۴۱)
- چه سرسبز بود دره من (۱۹۴۱)
- لسی به خانه بر می‌گردد (۱۹۴۳)
- ولوت ملی (۱۹۴۴)
- دره تصمیم (۱۹۴۵)
- تپه‌های وطن (۱۹۴۸)
- چالشی برای لسی (۱۹۴۹)
- خط دراز طوسی (۱۹۵۵)
- مردی از لارامی (۱۹۵۵)
- تلاش واپسین (۱۹۵۸)
- پولیانا (۱۹۶۰)
- کوهستان اسپنسر (۱۹۶۳)

به عنوان کارگردان
- بز (۱۹۱۸)
- ظواهر (۱۹۲۱)
- شاهزاده نیویورک (۱۹۲۱)
- بانی بایر بوش (۱۹۲۱)
- به فرزندان خود بگویید (۱۹۲۲)
- نویگی‌تر (۱۹۲۴)

## مرگ
کریسپ زمانی که بازیگری را به طور کامل کنار گذاشت، هشتاد ساله بود و مدت ها بعد از اینکه از لحاظ مالی ضروری بود به کار خود ادامه داد، فقط به این دلیل که از آن لذت می برد. سه بار ازدواج کرده بود. در سال 1912، او با هلن پیز، هنرپیشه ازدواج کرد و تا زمان مرگ او در سال بعد با هم ماندند. در سال 1917 با ماری استارک ازدواج کرد که در سال 1920 از او جدا شد. او در نقش ماری کریسپ در فیلم‌های صامت بازی کرد. در سال 1932 با فیلمنامه نویس فیلم جین مورفین ازدواج کرد که در سال 1944 از او طلاق گرفت. او در سال 1974، چند ماه کمتر از تولد 92 سالگی اش، به دلیل عوارض ناشی از یک سری سکته مغزی درگذشت . او علاوه بر اینکه یکی از بازیگران شخصیت برتر دوران خود بود، فهرست گسترده‌ای از مشارکت‌هایش در صنعت فیلمی که بیش از پنجاه سال برای ترویج آن تلاش کرد، به جای گذاشت. او در گورستان Forest Lawn Memorial Park در گلندیل، کالیفرنیا به خاک سپرده شده است . 